# Cacascola
Cacascola è una contrada del comune di Acquaviva delle Fonti, nella città metropolitana di Bari sita nei pressi della masseria omonima.

## Monumenti e luoghi d'interesse

### Masseria Cacascola
La masseria in rovina, che fu acquistata nel 1922 dalla Chiesa Palatina di Acquaviva delle Fonti, era un tempo fortificata. All'ingresso si notano archi che portano alle stalle, fatti con blocchi di tufo secondo una tecnica che prevede l'uso di conci regolari, in tufo, intervallati da schegge a cuneo, di pietra calcarea, a creare il sesto dell'arco.
Fra tutte le stanze ce n'è una molto grande e un po' buia, con una sola finestra; dentro questa stanza c'era un caminetto, intorno ad esso la famiglia si riuniva per mangiare e chiacchierare nelle giornate fredde. Il tetto della costruzione è fatto di travi di legno robusto sormontate da tegole.

### Eplicative
1. ↑  Questa tecnica è molto antica ed è stata usata dai Romani e dagli Etruschi.